# Robert Kermit Red Star Line

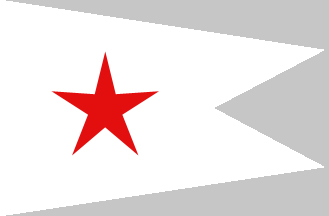
Hausflagge der Red Star (packet) Line, während des Zeitraums, in dem sie von der Firma Byrnes, Trimble & Co. aus New York geleitet wurde (1818–1835).

Hausflagge der Robert Kermit Red Star Line (aka Kermit Line), 1835–1867.

Die Red Star Line (auch bekannt als Red Star Packet Line, New Line und Second Line) wurde 1818 von Byrnes, Trimble & Co. aus New York gegründet. Diese Schifffahrtslinie ist nicht zu verwechseln mit der gleichnamigen, belgisch/amerikanischen Schifffahrtsgesellschaft Red Star Line mit Hauptsitz in Antwerpen, welche 1871 gegründet wurde (das Unternehmen betrieb einen erfolgreichen Liniendienst zwischen Europa und Nordamerika – mit Philadelphia später dann New York als Zielhäfen). Am 11. September 1835 wurde die Red Star (Packet) Line durch Robert Kermit aus New York aufgekauft, einem Reeder und Schiffsagenten für Fracht- und Passagierschiffe, und wurde seither Robert Kermit Red Star Line (alias Kermit Line) genannt. Im Jahr 1851 ging Robert Kermit eine Partnerschaft mit seinem Schwager Charles Carow ein. Nachdem Robert Kermit 1855 gestorben war, übernahm Carow das Unternehmen. Während der Wirtschaftskrise, die auf den Amerikanischen Bürgerkrieg (1861–1865) folgte, wurde die Red Star Line 1867 aufgelöst.

## Gründung der Red Star Line durch Byrnes, Trimble & Co.
Im August 1817 gründeten Thomas S. Byrnes, George T. Trimble und Silas Wood das Handelsunternehmen Byrnes, Trimble & Co. in New York. Dies war einige Jahre vor der Eröffnung des Eriekanals, zu einer Zeit als der Staat New York das Brotgetreide hauptsächlich aus Pennsylvania und Virginia geliefert bekam. Die Firma war einige Jahre im sogenannten Chesapeake-Handel tätig und gehörte zu den größten Abnehmern von Mehl und Getreide aus dieser Region. Silas Wood war ein gebürtiger New Yorker, lebte jedoch in Fredericksburg am Rappahannock River um die Geschäfte vor Ort abzuwickeln zu können. Die Partner wurden auch Besitzer und Manager mehrerer Handelsschiffe und gründeten Ende 1818 die Red Star Line.

### Liniendienst nach Europa
Die erste Schifffahrtslinie, welche fahrplanmäßig Fracht-/Passagierschiffe zwischen New York und Liverpool segeln ließ, war die Black Ball Line, welche 1817 durch Isaac Wright & Sohn (William), Jeremia und Francis Thompson sowie Benjamin Marshall ins Leben gerufen wurde, und welche halbmonatlich Überfahrten nach Liverpool anbot. Konkurrenz erwuchs der Black Ball Line (neu auch die Old Line genannt) erstmals im Januar 1822 durch Byrnes, Trimble & Co., welche ankündigten, dass ihre Red Star Line (von nun auch unter dem Namen „New Line“ bekannt) künftig ebenfalls einen Liniendienst nach Europa anbieten würde. Nachdem sich das Unternehmen in den ersten Jahren bereits eine kleine Flotte für den Warenhandel mit Liverpool angeschafft hatte, entschieden sich die Partner dazu, den regelmäßigen Liniendienst zwischen New York und Liverpool mit vier Schiffen zu starten: der Panthea, Meteor, Hercules und Manhattan. Die Schiffe verließen New York jeweils am 25. und Liverpool am 12. jeden Monats. Ab 1823 verlegte man die Abfahrtsdaten auf den 24. und den 8. Ziemlich rasch tauchten weitere Mitbewerber im Kampf um die regelmäßige Beförderung von Waren und Passagieren auf und gründeten hierfür eigene Schifffahrtslinien, weshalb die Red Star Line von da an nicht mehr die New Line, sondern die Second Line genannt wurde. Die Namen der Schifffahrtslinien waren jeweils sehr verwirrend und wurden oft verwechselt, da deren Besitzer im Laufe der Zeit oft änderten. Die oben genannte Zuordnung entspricht derjenigen von Albion und Staff. Während der darauffolgenden Jahre kamen weitere Schiffe zur Red Star Line-Flotte hinzu, zum Beispiel die John Wells und die John Jay, welche 1834 durch die England ersetzt wurde. Die neuen Schiffe waren nicht unbedingt schneller als die alten, aber aus Sicht der Passagiere bestimmt attraktiver.
Thomas S. Byrnes starb 1828, aber das Handelsunternehmen wurde bis 1831 unter dem Namen Byrnes, Trimble & Co. fortgeführt. Als Silas Wood schließlich nach New York zurückkehrte, um vermehrt Management-Aufgaben zu übernehmen, wurde der Name in Wood & Trimble geändert, unter welchem die Partner weiterarbeiteten, bis es am 11. September 1835 (Verkauf der Schifffahrtslinien-Anteile an Robert Kermit) zur Firmenauflösung kam.

## Robert Kermit Red Star Line

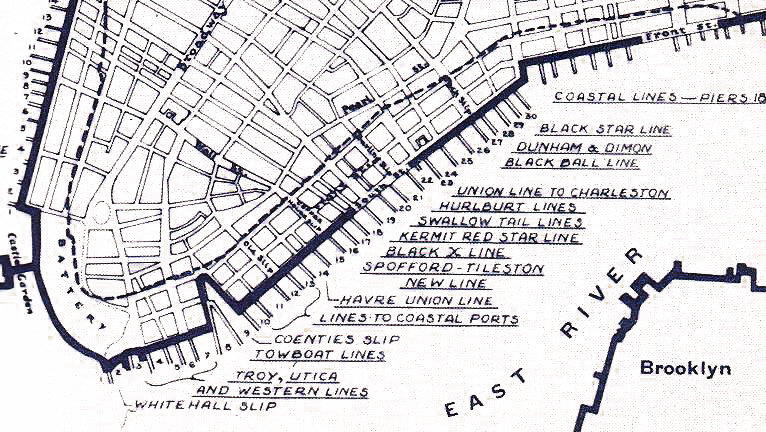
Karte des Hafens von New York an der Südspitze von Manhattan Island im Jahr 1851. Die Docks der Robert Kermit Red Star Line findet man in der Mitte der Grafik.

Robert Kermit (1794–1855) erhielt eine kaufmännische Ausbildung beim Schifffahrtsunternehmen von William Codman. Im Jahr 1817 baute er mit der Saint Line erstmals ein eigenes Geschäft auf, war damit aber nicht sehr erfolgreich. Mithilfe einiger wohlhabender Gönner übernahm er 1835 schließlich die Red Star Line. Er besaß Anteile an allen Schiffen der Linie, was unüblich war, da die Schiffe vieler Schifffahrtslinien im Besitz verschiedener Kapitäne und Schiffbauer waren. Unter dem Kermit-Management ereigneten sich zwar etliche Unglücke und Schiffbrüche, aber bezüglich der Qualität der Schiffe, deren Schnelligkeit und Regelmäßigkeit, war die Leistung der Red Star Line dennoch besser als zuvor. Eine Liste von Schiffen, welche schließlich unter der Flagge der Red Star Line segelten: John R. Skeddy (1845), West Point, Constellation (1849), Underwriter (1850) and Waterloo. Weitere Schiffe der Robert Kermit Red Star Line waren: John Wells, England, Empire, Virginian, Samuel Hicks, Stephen Whitney, United States sowie Sheffield.
Unter dem Druck der harten Konkurrenz wurden die Fahrpläne gestrafft, nachdem die Überfahrten auf Grund von Schiffskatastrophen, dem Stapellauf neuer Schiffe etc. reorganisiert wurden. 1844–1848 begannen einige Schiffe dreimonatige statt der traditionell viermonatigen Rundfahrten zu unternehmen (berechnet von einer Liverpool-Abfahrt zur nächsten). Die West Point, die Waterloo und die Virginian gehörten zu den schnellsten „Packets“ auf der Nordatlantik-Route. Diese Bemühungen um Rekordzeiten forderten ihren Tribut gleichermaßen bei den Schiffen wie auch den Seeleuten, die auf ihnen dienten. Weil man immer bis an die Limite ging, kam es bei diesen Schiffen öfters zu Problemen und Unglücksfällen, insbesondere die Virginian war stark betroffen. Jene, welche auf einem solchen „Bloodboat“ (Blutschiff) dienten, wurden „Packet Rats“ (=Paketschiff Ratten) genannt.
Während vieler Jahre betrieb Kermit die Schifffahrtslinie in seinem Namen (weshalb sie auch oft die Kermit Line genannt wurde). 1851 ging Robert Kermit schließlich eine Partnerschaft (Kermit & Carow) mit seinem Schwager Charles Carow ein, mit welchem er die Reederei, Kommissionsgeschäfte, sowie den kommerziellen Handel gemeinsam fortführte. Charles Carow war übrigens der Vater von Edith Kermit Carow, welche mit dem späteren US-Präsidenten Theodore Roosevelt verheiratet war. Nach Kermits Tod im Jahr 1855 übernahm Carow das Geschäft, musste jedoch während der Nachkriegs-Rezession (nach dem Ende des Amerikanischen Bürgerkriegs 1865) massive Einnahmenseinbussen und Verluste hinnehmen. Nicht zuletzt auch deshalb, weil die Red Star Line-Flotte nur aus Segelschiffen bestand, und in den späten 1860ern die Dampfschiffe endgültig ihren Siegeszug antraten und den Transport von Post und Fracht sowie das Emigrations-Geschäft übernahmen. Alle amerikanischen Segelschifflinien gingen bis spätestens 1880 ein. Die Red Star Line war bis und mit 1867 aktiv.